# جزیره تیگا (مالزی)
جزیره تیگا (به لاتین: Tiga Island) یک جزیره در مالزی است که در صباح واقع شده‌است.